# Карнарвон
Карна́рвон (валл. Caernarfon) — місто на півночі Уельсу, адміністративний центр області Гвінет.
Населення міста становить 9 726 осіб (2001).